# Bengals Brescia 2021
Questa voce raccoglie le informazioni riguardanti i Bengals Brescia durante il campionato di seconda divisione FIDAF

## Roster
| Roster dei Bengals Brescia (2021) |
| --- |
| Quarterback - 18 Robert Raikes Clewis - 21 Pierangelo Ragazzini - 10 Giacomo Enrico Tinti Running Back - 28 Federico Quarella - 49 Ronny Barbolla - 7 Angelo Sbaraini - 90 Nicola Trami Wide Receiver - 17 Gianmarco Bertoglio - 5 Matteo Gaggiotti - 4 Riccardo Grespan - 6 Lorenzo Ragnoli - 88 Michele Viviani Offensive Linemen - 43 Francesco Antonio de Marco - 24 Paolo Heida - 55 Sergio Leoni - 59 Michele Maiolini - 66 Alberto Merli - 2 Nicola Pasquali - 60 Andrea Spadoni Defensive Linemen - 96 Balde Seni - 97 Alberto Brocchetta - 53 Simone Gottardo - 73 Roberto Lira - 77 Eugeniu Onei - 50 Riccardo Rota - 91 Simone Datteri Linebacker - 8 Andrea Dainesi - 40 Marco Favero - 44 Gualtiero Ferrari - 99 Manfredi Luca - 42 Numa Sbaraini Defensive Back - 15 Lorenzo Bassani - 16 Stefano de Giovanni - 15 Davide Arena - 30 Marco Bianchini - 23 Alberto Canetta Special Team Coaching staff Umberto Maggini (HC/OC) · Gianluca Ottenio (DC) · Roberto Anselmi (ST) · Fabio Zanotti (OL) · Luiz Eduardo Ruvalcaba Nava (DL) · Michele Viviani (WR) · Luca Zammarchi (RB) · [[]] (DB) |

## Seconda Divisione FIDAF 2021

### Stagione regolare
| Ferrara 18 aprile 2021, ore 15:00 | Aquile Ferrara | 26 – 30 referto | Bengals Brescia | Mike Wyatt Field |

| Brescia 8 maggio 2021, ore 20:30 | Bengals Brescia | 16 – 33 referto | Hogs Reggio Emilia | Centro Sportivo "Enrico Chico Nova" |

| Modena 23 maggio 2021, ore 15:00 | Vipers Modena | 46 – 19 referto | Bengals Brescia | Polisportiva Saliceta San Giuliano |

| Brescia 29 maggio 2021, ore 20:30 | Bengals Brescia | 17 – 0 referto | Aquile Ferrara | Centro Sportivo "Enrico Chico Nova" |

| Scandiano 5 giugno 2021, ore 17:00 | Hogs Reggio Emilia | 7 – 13 referto | Bengals Brescia | Stadio Andrea Torelli |

| Brescia 12 giugno 2021, ore 20:30 | Bengals Brescia | 17 – 0 referto | Vipers Modena | Centro Sportivo "Enrico Chico Nova" |

### off-season
| Modena 26 giugno 2021, ore 20:00 | Vipers Modena | 21 – 9 | Bengals Brescia | Polisportiva Saliceta San Giuliano |